# Луї Шевроле
Луї-Жозеф Шевроле (англ. Louis-Joseph Chevrolet, фр.: [ʃəvʁɔlɛ]; 25 грудня 1878 — 6 червня 1941) — швейцарський гонщик, співзасновник Chevrolet Motor Car Company в 1911 році, і засновник Motoren Corporation у 1916 році.

## Життєпис
Шевроле був другою дитиною французько-швейцарської сім'ї Жозеф-Фелісьян і Марі-Анн Анжелін (до шлюбу Магон). Луї-Жозеф Шевроле народився в Ла-Шо-де-Фон, кантоні Невшатель, що на той час був центром годинникового виробництва на північному заході Швейцарії. В 1886 році сім'я Шевроле переїхала до міста Бон, у департаменті Кот-д'Ор, Франції. Там Луї розвинув свої навички механіки і зацікавився велосипедними перегонами.
Деякий час Шевроле працював у магазині «Roblin mechanics» з 1895 по 1899. Потім переїхав до Парижа, де працював недовго перед еміграцією до Монреалю, Квебек, Канада в 1900 році для роботи механіком. Наступного року він переїхав до Нью-Йорка, де працював короткий час в інженерній компанії іншого швейцарського іммігранта, а потім влаштувався в Брукліні у французького виробника автомобілів De Dion-Bouton.
В 1905 році Шевроле одружився з Сюзанною Трейву. Пара мала двох синів. У тому ж році він був найнятий компанією Fiat як водій гоночного автомобіля. У 1907 році Шевроле був найнятий компанією Autocar Company у Філадельфії, ймовірно, для секретного проекту з розробки революційного гоночного автомобіля з переднім приводом. Його гоночна кар'єра продовжувалася, коли він почав їздити для Buick, ставши другом і партнером власника компанії Buick та засновника General Motors Вільяма Дюранта.